# 国産振興四日市大博覧会
国産振興四日市大博覧会（こくさんしんこうよっかいちだいはくらんかい）は、三重県四日市市で開催された博覧会。会期は1936年（昭和11年）3月25日から同年5月13日までの50日間で、120万人超の入場があったという。時の四日市市長である吉田勝太郎が強力に推し進め、当時の四日市市の一般会計に匹敵する70万円の予算が投入された空前のイベントであった。経済的な利益だけでなく、市民の精神面にも大きな影響を与えたと伝えられる。略称は四日市大博覧会。

## 概要
会場は四日市港第二号埋立地である千歳町の5万坪（≒16.5ha）を利用した。入場者数は当初見込みでは40万人であったが、実際には日本国外からの来訪者を含む1,245,092人を数えた。会場では「四日市小唄」・「桜音頭」・「躍進四日市」などの歌謡曲が1日中流されていた。
「国産振興」の名があるように、日本全国から14万点超の工芸品・農林水産品が出品された。これらは「輸出奨励品」・「輸入防遏品」・「輸入代表品」に分けて審査された。

## 開催前史
明治時代初期に稲葉三右衛門が私財を投げうって四日市港を整備したことにより、四日市は発展のきっかけをつかみ、1897年（明治30年）8月1日に全国で45番目、三重県では津市に次ぐ2番目に市制を施行した。1910年（明治43年）から1928年（昭和3年）にかけて第1期、1929年（昭和4年）から1936年（昭和11年）3月にかけて第2期修築工事が行われ、四日市港は大きくなった。1934年（昭和9年）6月1日に四日市市長に就任した吉田勝太郎は四日市港を「実に素晴らしい発展振り」と讃え、「港湾の完備と工場誘致には大いに努力したい」と語った。当時の四日市市の経済は世界恐慌による不況を脱しつつあったが、未だ市の財政は苦しく、大型事業は富豪からの寄付に頼るほかなかった。
そのため、財政安定のためには企業誘致が必須と考えられていた。そこで前市長の戸野周二郎の時代から計画のあった「海港博覧会」を具現化し、四日市港と工場地帯の宣伝を行うこととなった。1935年（昭和10年）5月26日には四日市商工会議所の協賛を取り付け、四日市市総代会の支持と国庫補助の見通しが立ち、5月30日には四日市市議会で博覧会の会則と約70万円の予算案を決定した。予算の内訳は、博覧会費が501,950円、博覧会協賛会費が200,000円とされ、博覧会費の約6割を寄付金と見込み入場者40万人からの入場料収入で賄う計画であった
。博覧会協賛会は1935年（昭和10年）7月9日に四日市商工会議所が中心となって設立、博覧会・市内観光等の宣伝や各種大会・宿泊の斡旋（あっせん）、寄付金集めなどを担当、寄付金については予想を上回る84,550円を集めることに成功した。

## 開催趣旨
公式には四日市港の港湾施設完成の記念事業として、「国産の振興、輸出の進展を資け、聊か新興日本国勢の発展に貢献する」ことが目標に掲げられた。実際には、博覧会開催前に伊勢新聞の紙上座談会で吉田市長が、工場誘致のために四日市と四日市港の名を世に知らしめると共に、巨費を投じて港湾を整備した国と三重県への感謝の意味がある、と語っている。

## パビリオン
大きく分けて「国際商港・国産振興・輸出振興」をアピールするパビリオン、「国防意識・国体観念・宗教的信念」の普及を図るパビリオン、博覧会協賛会直営のパビリオンの3つから成っていた。

### 国産・輸出系パビリオン
| - 愛知名古屋館 - 海港館 - 近代科学館 - 産業本館 - 蚕糸館 | - 台湾館 - 朝鮮館 - 東京館 - 南洋館 - 農林機械館 | - 萬古焼陶磁器館 - 肥料館 - 満州館 - 三重県館 - 羊毛工業館 |

### 国防・国体・宗教系パビリオン
- 海軍館
- 艦船拝観コーナー
- 赤十字館
- 仏教館
- 三重県歴史館
- 陸軍館

### 協賛会直営パビリオン
- 演芸館
- 国際演芸館
- 生鯨館

## 影響と評価
予想40万人に対し、124万人の入場者を迎え、博覧会は黒字で成功裏に終わった。「国産振興」と銘打った博覧会であったこともあり、新たなビジネスチャンスが生まれ、四日市の伝統工芸品である萬古焼の陶土に適した土が朝鮮にあることが分かり、取引の具体化が始まるきっかけができた。四日市市内の企業も潤い、会場で営業した朝日製造実演（市内の煙草小売業者で結成）や旅館組合の役員は相次いで四日市市役所へお礼に訪れたという。
精神面での効果も指摘されている。具体的には、当時人口6万人の小都市にすぎなかった四日市市が人口の20倍に相当する120万人を集めたことは、市民に積極進取の気魄を醸成した。また国体観念の普及や、仏教館での大仏開眼供養を行うなどして宗教的な信念の涵養も図られたとされる。なお仏教館は、四日市市と同じく三重県内にある津市の浄土真宗高田派本山の専修寺に注目し、仏教徒を博覧会に呼び込む意図もあった。
時の市長吉田勝太郎は立憲民政党系の人物で、市議会の勢力争いが激しい中、博覧会の決算が不明朗であるといった批判や、議会から不信任決議を突き付けられ、1935年（昭和10年）10月11日の市議会議員選挙で反市長派の多かった立憲政友会系が圧勝し苦しい立場に置かれていたが、博覧会や工場誘致の成功を受け、1938年（昭和13年）6月9日に市議会は、吉田の任期満了にあたって、全会一致で再任を決めた。そして戦後の1959年（昭和34年）9月21日、四日市市の名誉市民に推挙された。